# Озаані
Озаані (груз. ოზაანი) — село в Грузії.
За даними перепису населення 2014 року в селі проживає 833 осіб.